# Gimnastyka na Letnich Igrzyskach Olimpijskich 1932 – ćwiczenia na koniu z łękami mężczyzn
Ćwiczenia na koniu z łękami były jedną z konkurencji gimnastycznych rozgrywanych podczas Letnich Igrzysk Olimpijskich 1932. Zawody zostały rozegrane w dniu 11 sierpnia 1932 r. Wystartowało 10 zawodników z pięciu krajów.

## Format
Zawody polegały na wykonywaniu dwóch układów ćwiczeń: obowiązkowego i dowolnego. O kolejności decydowała suma punktów za oba układy.

## Wyniki
| Pozycja | Zawodnik            | Reprezentacja     | Układ obowiązkowy | Układ dowolny | Łącznie |
| ------- | ------------------- | ----------------- | ----------------- | ------------- | ------- |
| 1.      | István Pelle        | Węgry             | 28,9              | 28,3          | 57,2    |
| 2.      | Omero Bonoli        | Włochy            | 27,9              | 28,7          | 56,6    |
| 3.      | Frank Haubold       | Stany Zjednoczone | 27,8              | 27,9          | 55,7    |
| 4.      | Frank Cumiskey      | Stany Zjednoczone | 26,3              | 28,4          | 54,7    |
| 5.      | Péter Boros         | Węgry             | 27,2              | 25,5          | 52,7    |
| 6.      | Al Jochim           | Stany Zjednoczone | 25,6              | 25,6          | 51,2    |
| 7.      | Heikki Savolainen   | Finlandia         | 23,4              | 27,6          | 51,0    |
| 8.      | Ilmari Pakarinen    | Finlandia         | 24,7              | 25,2          | 49,9    |
| 9.      | Mauri Nyberg-Noroma | Finlandia         | 23,8              | 25,9          | 49,7    |
| 10.     | Ismael Mosqueira    | Meksyk            | 20,4              | 21,4          | 41,8    |